# Erownuli Liga (2019)
Erownuli Liga 2019 (znana jako Crystalbet Erovnuli Liga ze względów sponsorskich)
była 31. sezonem najwyższej klasy rozgrywkowej w Gruzji w piłce nożnej. Rozgrywki rozpoczęły się 1 marca 2019, a zakończyły 1 grudnia 2019. Liga liczyła 10 zespołów. Każda z drużyn grała z każdym zespołem po 4 razy: 2 razy w rundzie wiosennej i 2 w jesiennej. Tytułu mistrzowskiego nie obronił zespół Saburtalo Tbilisi. Nowym mistrzem Gruzji zostało Dinamo Tbilisi, dla którego był to 17. tytuł mistrzowski w historii klubu. Tytuł króla strzelców zdobył Lewan Kutalia, który strzelił 20 bramek.

## Zasady rozgrywek
W rozgrywkach brało udział 10 drużyn, walczących o tytuł mistrza Gruzji w piłce nożnej. Każda z drużyn rozegrała po 4 mecze ze wszystkimi przeciwnikami (razem 36 spotkań). 10. drużyna tabeli spadła do Erownuli Liga 2, a 8. i 9. wzięły udział w barażach o utrzymanie się w Erownuli Liga.

## Drużyny
| Uczestnicy poprzedniej edycji                                                                                 | Uczestnicy poprzedniej edycji | Uczestnicy poprzedniej edycji | Uczestnicy poprzedniej edycji |
| --- | ----------------------------- | ----------------------------- | ----------------------------- |
| SAB | Saburtalo Tbilisi             | 1                             |                               |
| DTB | Dinamo Tbilisi                | 2                             |                               |
| TKU | Torpedo Kutaisi               | 3                             |                               |
| CZS | Czichura Saczchere            | 4                             |                               |
| DIL | Dila Gori                     | 5                             |                               |
| LTB | Lokomotiwi Tbilisi            | 6                             |                               |
| MET | Metalurgi Rustawi             | 7                             |                               |
| SIO | Sioni Bolnisi                 | 8                             |                               |
| Przegrany baraży o Erownuli Liga 2018                                                                         |                               |                               |                               |
| SAM | SK Samtredia                  | 9                             |                               |
| Spadek z Erownuli Liga (2018)                                                                                 |                               |                               |                               |
| KPO | Kolcheti 1913 Poti            | 10                            |                               |
| Awans z Erownuli Liga 2                                                                                       |                               |                               |                               |
| DBA | Dinamo Batumi                 | 1                             |                               |
| Zwycięzca baraży o Erownuli Liga 2018                                                                         |                               |                               |                               |
| WIT | WIT Georgia Tbilisi           | 2                             |                               |
| Oznaczenia: - kolumna pierwsza – skróty nazw drużyn, - kolumna trzecia – miejsce zajęte w poprzednim sezonie. |                               |                               |                               |

## Stadiony
| Klub               | Miasto  | Stadion                 | Pojemność |
| ------------------ | ------- | ----------------------- | --------- |
| Czichura Saczchere | Kutaisi | im. Ramaza Szengeli     | 19 400    |
| Dila Gori          | Gori    | im. Tengiza Burdżanadze | 8 230     |
| Dinamo Batumi      | Batumi  | Chele Arena             | 6 000     |
| Dinamo Tbilisi     | Tbilisi | im. Borysa Paiczadze    | 54 549    |
| Lokomotiwi Tbilisi | Tbilisi | im. Micheila Meschiego  | 27 223    |
| Metalurgi Rustawi  | Rustawi | Poladi                  | 10 720    |
| Saburtalo Tbilisi  | Tbilisi | im. Micheila Meschiego  | 27 223    |
| Sioni Bolnisi      | Bolnisi | Stadion Tamaz Stefania  | 3 242     |
| Torpedo Kutaisi    | Kutaisi | im. Ramaza Szengeli     | 19 400    |
| WIT Georgia        | Mccheta | Mccheta Park            | 2 000     |

## Tabela
| Lp. | Drużyna                 | M  | Z  | R  | P  | Bramki | Bramki | Różn. | Pkt | Uwagi                                       |
| --- | ----------------------- | -- | -- | -- | -- | ------ | ------ | ----- | --- | ------------------------------------------- |
| 1   | Dinamo Tbilisi (M)      | 36 | 23 | 6  | 7  | 70     | 31     | +39   | 75  | Liga Mistrzów UEFA • I runda kwalifikacyjna |
| 2   | Dinamo Batumi           | 36 | 21 | 7  | 8  | 57     | 31     | +26   | 70  | Liga Europy UEFA • I runda kwalifikacyjna   |
| 3   | Saburtalo Tbilisi (P)   | 36 | 21 | 7  | 8  | 67     | 36     | +31   | 70  | Liga Europy UEFA • I runda kwalifikacyjna   |
| 4   | Lokomotiwi Tbilisi      | 36 | 17 | 4  | 15 | 44     | 46     | −2    | 55  | Liga Europy UEFA • I runda kwalifikacyjna   |
| 5   | Czichura Saczchere      | 36 | 12 | 11 | 13 | 48     | 44     | +4    | 47  |                                             |
| 6   | Torpedo Kutaisi         | 36 | 12 | 8  | 16 | 53     | 54     | −1    | 44  |                                             |
| 7   | Dila Gori               | 36 | 11 | 10 | 15 | 40     | 44     | −4    | 43  |                                             |
| 8   | Metalurgi Rustawi (B,S) | 36 | 9  | 11 | 16 | 40     | 56     | −16   | 38  | Baraż o utrzymanie                          |
| 9   | Sioni Bolnisi (B,S)     | 36 | 10 | 8  | 18 | 38     | 80     | −42   | 38  | Baraż o utrzymanie                          |
| 10  | WIT Georgia Tbilisi (S) | 36 | 4  | 8  | 24 | 15     | 50     | −35   | 20  | Spadek do Erownuli Liga 2                   |

## Wyniki
Każdy zespół gra z każdym po 4 spotkania – 2 w rundzie jesiennej i 2 w wiosennej.

### Pierwsza runda
| Gospodarz \ Gość    | CZS | DIL | DBA | DTB | LTB | MET | SAB | SIO | TKU | WIT |
| Czichura Saczchere  |     | 1:1 | 1:2 | 2:2 | 1:0 | 0:0 | 0:0 | 5:0 | 0:0 | 1:0 |
| Dila Gori           | 2:0 |     | 1:0 | 2:3 | 3:1 | 2:1 | 1:1 | 0:0 | 0:2 | 0:1 |
| Dinamo Batumi       | 0:0 | 1:0 |     | 3:2 | 2:1 | 2:1 | 4:2 | 5:1 | 0:2 | 2:0 |
| Dinamo Tbilisi      | 2:0 | 1:0 | 0:1 |     | 1:3 | 3:1 | 4:2 | 5:1 | 2:1 | 2:1 |
| Lokomotiwi Tbilisi  | 2:0 | 1:0 | 1:0 | 0:4 |     | 4:1 | 1:3 | 1:2 | 1:3 | 0:1 |
| Metalurgi Rustawi   | 1:1 | 2:1 | 0:2 | 0:1 | 0:2 |     | 3:1 | 1:1 | 2:4 | 0:0 |
| Saburtalo Tbilisi   | 2:3 | 2:1 | 1:0 | 2:0 | 1:0 | 2:1 |     | 2:1 | 3:0 | 3:0 |
| Sioni Bolnisi       | 0:5 | 2:1 | 2:4 | 2:1 | 0:0 | 3:3 | 2:3 |     | 2:1 | 1:0 |
| Torpedo Kutaisi     | 5:3 | 3:3 | 3:2 | 0:0 | 0:2 | 2:0 | 2:3 | 3:2 |     | 2:1 |
| WIT Georgia Tbilisi | 1:1 | 0:1 | 0:1 | 1:0 | 0:3 | 2:3 | 0:3 | 0:1 | 3:0 |     |

Źródło: Erownuli Liga (gruz.).
Objaśnienia:
1Drużyna gospodarzy jest wymieniona po lewej stronie tabeli.
Kolory: zielony – zwycięstwo gospodarzy, żółty – remis, różowy – zwycięstwo gości.

### Druga runda
| Gospodarz \ Gość    | CZS | DIL | DBA | DTB | LTB | MET | SAB | SIO | TKU | WIT |
| Czichura Saczchere  |     | 4:1 | 2:0 | 0:2 | 3:2 | 3:2 | 1:3 | 2:2 | 1:1 | 2:1 |
| Dila Gori           | 2:1 |     | 0:0 | 1:2 | 0:1 | 0:0 | 2:0 | 2:0 | 2:2 | 2:0 |
| Dinamo Batumi       | 2:0 | 0:0 |     | 1:1 | 2:1 | 2:1 | 1:0 | 2:0 | 2:2 | 1:1 |
| Dinamo Tbilisi      | 1:0 | 5:0 | 2:1 |     | 0:1 | 2:2 | 2:1 | 1:1 | 2:1 | 2:0 |
| Lokomotiwi Tbilisi  | 0:2 | 1:0 | 2:1 | 0:6 |     | 1:1 | 1:0 | 1:1 | 2:0 | 1:1 |
| Metalurgi Rustawi   | 1:0 | 2:2 | 0:2 | 0:2 | 2:1 |     | 0:3 | 2:1 | 2:0 | 1:0 |
| Saburtalo Tbilisi   | 1:0 | 3:0 | 0:0 | 0:0 | 4:0 | 2:2 |     | 5:1 | 1:1 | 3:1 |
| Sioni Bolnisi       | 2:1 | 0:4 | 0:4 | 0:3 | 1:2 | 2:1 | 1:3 |     | 2:0 | 1:0 |
| Torpedo Kutaisi     | 1:2 | 1:1 | 1:2 | 0:1 | 0:2 | 0:1 | 0:2 | 7:0 |     | 1:0 |
| WIT Georgia Tbilisi | 0:0 | 0:2 | 0:3 | 0:3 | 0:2 | 0:0 | 0:0 | 0:0 | 0:2 |     |

Źródło: Erownuli Liga (gruz.).
Objaśnienia:
1Drużyna gospodarzy jest wymieniona po lewej stronie tabeli.
Kolory: zielony – zwycięstwo gospodarzy, żółty – remis, różowy – zwycięstwo gości.

## Baraże o Erownuli Ligę
| 5 grudnia 2019 14:00 | SK Telawi · Baszeleiszwili 54' | 1 – 0Raport | Metalurgi Rustawi | Stadion im. Giwi Choczeliego, Telawi Widzów: 1 000 Sędzia: Giorgi Kruaszwili |
|                      |                                |             |                   |                                                                              |

| 11 grudnia 2019 13:30 | Metalurgi Rustawi · Kawtaradze 3' (k) | 1 – 2Raport | SK Telawi · Lacabidze 15' (s) · Dżotsenidze 32' | Stadion Poladi, Rustawi Widzów: 700 Sędzia: Irakli Kwirikaszwili |
|                       |                                       |             |                                                 |                                                                  |

SK Telawi wygrało w dwumeczu 3–1.
| 5 grudnia 2019 14:00 | Sioni Bolnisi | 0 – 0Raport | SK Samtredia | Stadion Tamaz Stefania, Bolnisi Widzów: 1 000 Sędzia: Papuna Maczaradze |
|                      |               |             |              |                                                                         |

| 11 grudnia 2019 13:30 | SK Samtredia · Kiłasonia 32' · Kurbanow 38' 71' · Samuszia 64' | 4 – 1Raport | Sioni Bolnisi · Ugaława 77' | Stadion im. Erosi Manigaładze, Samtredia Widzów: 2 000 Sędzia: Giorgi Wadaczkoria |
|                       |                                                                |             |                             |                                                                                   |

Samtredia wygrała w dwumeczu 4–1.

## Najlepsi strzelcy
| Nr | Zawodnik              | Klub               | Bramki |
| -- | --------------------- | ------------------ | ------ |
| 1  | Lewan Kutalia         | Dinamo Tbilisi     | 20     |
| 2  | Flamarion             | Dinamo Batumi      | 17     |
| 3  | Irakli Sicharulidze   | Lokomotiwi Tbilisi | 16     |
| 4  | Budu Ziwziwadze       | Torpedo Kutaisi    | 13     |
| 5  | Lewan Szengelia       | Dinamo Tbilisi     | 12     |
| 5  | Nodar Kawtaradze      | Dinamo Tbilisi     | 12     |
| 7  | Giorgi Diasamidze     | Saburtalo Tbilisi  | 11     |
| 8  | Łasza Szindagoridze   | Saburtalo Tbilisi  | 10     |
| 9  | Bydzina Macharoblidze | Czichura Saczchere | 9      |
| 9  | Jaba Uguława          | Sioni Bolnisi      | 9      |